# Julien Rodriguez
Pour les articles homonymes, voir Rodriguez.
Julien Rodriguez, né le 11 juin 1978 à Béziers (Hérault), est un footballeur français évoluant au poste de défenseur.
Il joue une grande partie de sa carrière en Ligue 1 sous les couleurs de l'AS Monaco. Il est champion de France en 2000 et trois fois vice-champion, remporte la coupe de France et la coupe de la ligue et joue la finale de la ligue des champions 2004.

## Biographie

### Débuts professionnels
Bien que né à Béziers, terre de rugby, Julien Rodriguez, fils de receveur des Postes, rêve dès son plus jeune âge de devenir footballeur professionnel. Après avoir évolué en catégorie jeunes au FCIR Istres Rassuen, il rejoint le club voisin du FC Istres qui évolue en National. Il y fait ses débuts professionnels en prenant petit à petit une place importante au sein de club provençal. En parallèle, il poursuit ses études mais s'arrête juste avant de passer son Bac commercial. En 1997, il participe aux Jeux de la Francophonie à Madagascar avec l'équipe de France des moins de 20 ans.

### AS Monaco
Après trois saisons dans l'équipe première du FC Istres, il rejoint ensuite l'AS Monaco. Il joue d'abord avec l'équipe réserve avant de faire ses débuts en équipe première le 16 janvier 1999 lors du match Lens-Monaco (1-1). Il totalise douze matchs cette saison-là. La saison suivante, il joue moins, seulement cinq matchs dont deux en championnat mais remporte le titre de champion de France. Lors du Trophée des champions 2000, remporté par l'ASM, il ne fait pas partie de la feuille de match.
En 2000-2001, il dispute 18 matches de championnat et fait ses débuts en ligue des champions lors d'une victoire un but à zéro contre les Rangers FC en septembre 2000. Il atteint la finale de la coupe de la ligue qu'il joue titulaire mais perd au détriment de l'Olympique lyonnais lors de la prolongation.   
L'arrivée de Didier Deschamps à l'ASM en 2001 est déterminante. Il l'associe à Sébastien Squillaci en défense centrale et Rodriguez se révèle. Il joue vingt matchs cette saison-là, puis trente matchs lors de la saison 2002-2003, année de la victoire en Coupe de la Ligue face au FC Sochaux sur un score large de quatre buts à un. 
Durant la saison 2003-2004, l'AS Monaco arrive en finale de la Ligue des champions perdu face au FC Porto, et Rodriguez joue treize matchs de C1. En championnat, il dispute 35 rencontres.
Il devient capitaine de l'équipe monégasque en 2004-2005. C'est cette dernière saison qu'il marque ces deux premiers buts sous le maillot monégasque et les premiers de sa carrière en Ligue 1, d'abord contre l'Olympique lyonnais le 18 février 2005 puis contre l'AJ Auxerre un mois plus tard.

### Olympique de Marseille
En août 2005, Rodriguez quitte le club princier pour les Rangers FC en Écosse. Après 51 matchs et un but, il est laissé libre par le club écossais et le 9 janvier 2007 il signe un contrat de deux ans et demi avec l'Olympique de Marseille.
Il joue son premier match sous le maillot phocéen cinq jours plus tard face au stade rennais. Le 4 février 2007, il est pour la première fois convoqué par Raymond Domenech en vue d'un match amical de l'équipe de France contre l'Argentine le 7 février 2007, mais ne rentre pas en jeu. Il joue la finale de la coupe de France 2007 perdue face au FC Sochaux-Montbéliard lors de la séance de tirs au but. Il totalise vingt-et-une apparitions lors de cette seconde partie de saison et termine vice-champion de France derrière l'Olympique lyonnais. 
La saison suivante, il marque son premier but sous le maillot marseillais lors des première journées de championnat en déplacement au SM Caen. Le 18 septembre suivant, il marque le seul but en ligue des champions de sa carrière contre le Bekistas. Il joue vingt-huit matchs et marque quatre buts lors de sa seconde saison à l'OM.  
La saison suivante, il n’apparaît sur la pelouse qu'à sept reprises mais est vice-champion de France pour la troisième fois de sa carrière. Lors de la saison 2009-2010, il joue qu'un seul match de Ligue des champions et n'est pas champion de France avec l'OM n'ayant participé à aucune rencontre de championnat. Après une saison et demie sans jouer un seul match pro, il est licencié par le club marseillais le 9 décembre 2011 et met un terme à sa carrière.

## Statistiques
Le tableau ci-dessous retrace la carrière de Julien Rodriguez depuis ses débuts :
| Saison                | Club                   | Championnat             | Championnat | Championnat | Coupe nationale | Coupe nationale | Coupe de la Ligue | Coupe de la Ligue | Compétition(s) continentale(s) | Compétition(s) continentale(s) | Compétition(s) continentale(s) | Total | Total |
| Saison                | Club                   | Division                | M.          | B.          | M.              | B.              | M.                | B.                | Comp.                          | M.                             | B.                             | M.    | B.    |
| 1994-1995             | FC Istres              | National                | 8           | 0           | -               | -               | -                 | -                 | -                              | -                              | -                              | 8     | 0     |
| 1995-1996             | FC Istres              | National                | 15          | 1           | 1               | 0               | -                 | -                 | -                              | -                              | -                              | 16    | 1     |
| 1996-1997             | FC Istres              | National                | 24          | 4           | 1               | 0               | -                 | -                 | -                              | -                              | -                              | 25    | 4     |
| Sous-total            | Sous-total             | Sous-total              | 47          | 5           | 2               | 0               | -                 | -                 | -                              | -                              | -                              | 49    | 5     |
| 1997-1998             | AS Monaco FC           | Division 1              | 0           | 0           | -               | -               | -                 | -                 | -                              | -                              | -                              | 0     | 0     |
| 1998-1999             | AS Monaco FC           | Division 1              | 10          | 0           | 1               | 0               | 1                 | 0                 | -                              | -                              | -                              | 12    | 0     |
| 1999-2000             | AS Monaco FC           | Division 1              | 2           | 0           | 3               | 0               | -                 | -                 | -                              | -                              | -                              | 5     | 0     |
| 2000-2001             | AS Monaco FC           | Division 1              | 18          | 0           | 1               | 0               | 5                 | 0                 | C1                             | 1                              | -                              | 25    | 0     |
| 2001-2002             | AS Monaco FC           | Division 1              | 16          | 0           | 2               | 0               | 2                 | 0                 | -                              | -                              | -                              | 20    | 0     |
| 2002-2003             | AS Monaco FC           | Ligue 1                 | 26          | 0           | -               | -               | 4                 | 0                 | -                              | -                              | -                              | 30    | 0     |
| 2003-2004             | AS Monaco FC           | Ligue 1                 | 35          | 0           | 4               | 0               | -                 | -                 | C1                             | 13                             | 0                              | 52    | 0     |
| 2004-2005             | AS Monaco FC           | Ligue 1                 | 18          | 2           | 3               | 0               | 3                 | 0                 | C1                             | 6                              | 0                              | 30    | 2     |
| Sous-total            | Sous-total             | Sous-total              | 125         | 2           | 14              | 0               | 15                | 0                 | -                              | 20                             | 0                              | 174   | 2     |
| 2005-2006             | Glasgow Rangers        | Scottish Premier League | 21          | 1           | -               | -               | 1                 | 0                 | C1                             | 8                              | 0                              | 30    | 1     |
| 2006-2007             | Glasgow Rangers        | Scottish Premier League | 13          | 0           | 1               | 0               | -                 | -                 | C3                             | 5                              | -                              | 19    | 0     |
| Sous-total            | Sous-total             | Sous-total              | 34          | 1           | 1               | 0               | 1                 | 0                 | -                              | 13                             | 0                              | 49    | 1     |
| 2006-2007             | Olympique de Marseille | Ligue 1                 | 16          | 0           | 5               | 0               | -                 | -                 | -                              | -                              | -                              | 21    | 0     |
| 2007-2008             | Olympique de Marseille | Ligue 1                 | 21          | 3           | 1               | 0               | 1                 | 0                 | C1                             | 5                              | 1                              | 28    | 4     |
| 2008-2009             | Olympique de Marseille | Ligue 1                 | 5           | 0           | 1               | 0               | -                 | -                 | C3                             | 1                              | 0                              | 7     | 0     |
| 2009-2010             | Olympique de Marseille | Ligue 1                 | -           | -           | -               | -               | -                 | -                 | C1                             | 1                              | 0                              | 1     | 0     |
| Sous-total            | Sous-total             | Sous-total              | 42          | 3           | 7               | 0               | 1                 | 0                 | -                              | 7                              | 1                              | 57    | 4     |
| Total sur la carrière | Total sur la carrière  | Total sur la carrière   | 248         | 11          | 24              | 0               | 17                | 0                 | -                              | 40                             | 1                              | 329   | 12    |

## Palmarès
Julien Rodriguez soulève ses premiers trophées avec l'AS Monaco en étant champion de France en 2000 et en remportant la coupe de la ligue en 2003. Il est également finaliste de cette même compétition en 2001 et vice-champion de France en 2003. Sur le plan inter-continental, il est finaliste de la ligue des champions en 2004 battu par le club portugais du FC Porto.
Avec l'Olympique de Marseille, il ne remporte aucun titre mais s'incline en finale de coupe de France en 2007 lors de la séance de tirs au but. Il est également vice-champion de France à deux reprises en 2007 et 2009.